# Eugenio Narbona
Eugenio (de) Narbona y Zúñiga, jurista, historiador y escritor español de entre los siglos XVI y XVII.

## Biografía
Nació en Toledo, como él mismo declara, alcanzó el título de doctor y fue Protonotario apostólico y capellán en la misma ciudad. Escribió una biografía del arzobispo Pedro Tenorio (Talavera de la Reina, 1328 - Toledo, 1399), una Doctrina política civil escrita por aforismos de sesgo tacitista que fue reimpresa y una Historia de la Recuperación del Brasil hecha por las armas de España y Portugal el año de 1623 que permaneció inédita tres siglos y estaba dedicada al Conde-duque de Olivares.

## Obras
- Doctrina política civil scripta por aforismos y reglas sacadas de las doctrinas de los sabios exemplos de la experiencia..., Toledo: Pedro Rodríguez, 1604 y Madrid: viuda de Cosme Delgado, 1621.
- Historia de la Recuperación del Brasil hecha por las armas de España y Portugal el año de 1623
- Historia de D. Pedro Tenorio Arcobispo de Toledo. Dos libros, Toledo, Iuan Ruyz de Pereda, 1624.

- Datos: Q5850553